# 2M TV
2M TV je marocký veřejnoprávní televizní kanál. V současné době je z 20,7% ve vlastnictví je holdingové společností SNI, kterou vlastní Muhammad VI. a přibližně 68% je pod kontrolou Marockého státu. Kanál byl založen v Casablance 4. března 1989.
V Maroku je bezplatně k dispozici digitálním signálem, který celý pokrývá Maroko a také na satelitní televizi přes GlobeCast, Nilesat a Arabsat. Nabízí služby v francouzštině, arabštině, berberštině. Představen pod novou značkou 2M Monde je od roku 2007 dostupný celosvětově.

## Číselné údaje
- Personál: 500 osob, z toho 30% vedoucích pracovníků
- Pokrytí: 80% populace
- Kapitál: 302 371 500 MAD, 68% ve vlastnictví státu a 20,7% ve vlastnictví SNI Muhammada VI.